# Ezüst Medve díj a legjobb rendezőnek
A legjobb rendezőnek járó Ezüst Medve díj (németül: Silberne Bär für die beste Regie) a Berlini Nemzetközi Filmfesztivál 1956 óta kiosztott filmművészeti elismerése, amelyet annak a filmrendezőnek ítélnek oda, aki a hivatalos válogatás Arany Medvéért versenyző nagyjátékfilmjei egyikének alkotójaként kiemelkedő rendezői teljesítményt nyújtott. A díjazott személyéről a rendezvény nemzetközi filmes szaktekintélyekből álló zsűrije dönt.

## Története
E kategóriában első alkalommal 1956-ban osztottak díjat, miután a Berlinale megkapta az A-kategóriás filmfesztivál státuszt a FIAPF-tól. Az első Ezürt Medvét Robert Aldrich amerikai rendező vehette át.
A díj történetének 65 éve alatt a nemzetközi zsűri öt alkalommal döntött úgy (1969, 1971, 1973, 1974, és 1981), hogy senkinek sem ítéli oda a díjat. 1970-ben elmaradt a díjazás, mivel a filmfesztivál félbeszakadt a hivatalos válogatás egyik alkotása, a német Michael Verhoeven o.k. című háborúellenes filmdrámája körül kialakult, s végül a zsűri lemondásához vezetett vita miatt.
A legtöbb alkalommal amerikai filmesek kapták meg ezt a díjat (10 győzelem), őket követik francia (8), olasz (6) és brit (5 győzelem) kollégáik. Az olasz Mario Monicelli nyerte a legtöbb díjat (hármat) ebben a kategóriában (1957, 1976, 1982). Öt két-két díjjal követi az indiai Szatjadzsit Ráj (1964, 1965),a spanyol Carlos Saura (1966, 1968), valamint az amerikai Richard Linklater (1995, 2014). Szatjadzsit Ráj az egyetlen rendező, aki két egymást követő évben is el tudta nyerni a díjat Nagyváros (1964), illetve Csaruláta] (1965) című filmjeivel. Három alkalommal fordult elő, hogy a zsűri megosztotta a díjat két film rendezője között: 1991-ben Jonathan Demme (A bárányok hallgatnak) és Ricky Tognazzi (A kemény mag), 1996-ben Richard Loncraine (III. Richárd) és Jen Hao (Yan Hao) (Tajjang ju er (Tàiyáng yǒu ěr)), 2015-ben pedig Radu Jude (Aferim!) és Małgorzata Szumowska (Test) együtt vehette át az ezüst szobrocskát. 2006-ban a Guantanamo mindkét rendezője, Michael Winterbottom és Mat Whitecross díjazva lett. A dán Astrid Henning-Jensen volt az első női rendező, aki elnyerte a díjat az 1979-es Télen születtek című alkotásáért.
Két magyar rendező részesült ebben az elismerésben: 1980-ban Szabó István vehette át Ezüst Medvéd a Bizalom, 2021-ben pedig Nagy Dénes a Természetes fény című filmdrámákért.

## Díjazottak
| Év   | Rendező                                              | Magyar cím                                           | Eredeti cím                                          |
| ---- | ---------------------------------------------------- | ---------------------------------------------------- | ---------------------------------------------------- |
| 1956 | Robert Aldrich                                       | Őszi falevél                                         | Autumn Leaves                                        |
| 1957 | Mario Monicelli                                      | Családfők és csemeték                                | Padri e figli                                        |
| 1958 | Imai Tadasi                                          | Egy tiszta szerelem története                        | Dzsun'ai monogatari (純愛物語)                       |
| 1959 | Kuroszava Akira                                      | Rejtett erőd                                         | Kakusi toride no szan akunin (隠し砦の三悪人)        |
| 1960 | Jean-Luc Godard                                      | Kifulladásig                                         | À bout de souffle                                    |
| 1961 | Bernhard Wicki                                       | Malachiás csodája                                    | Das Wunder des Malachias                             |
| 1962 | Francesco Rosi                                       | Salvatore Giuliano                                   | Salvatore Giuliano                                   |
| 1963 | Níkosz Kúndurosz                                     | A kis Afrodité                                       | Mikrész Afrodítesz (Μικρές Αφροδίτες)                |
| 1964 | Szatjadzsit Ráj                                      | Nagyváros                                            | Mahanagar (মহানগর)                                    |
| 1965 | Szatjadzsit Ráj                                      | Csaruláta                                            | Cārulatā (চারুলতা)                                      |
| 1966 | Carlos Saura                                         | A vadászat                                           | Masculin féminin: 15 faits précis                    |
| 1967 | Živojin Pavlović                                     | Patkányok ébredése                                   | Buđenje pacova (Буђење пацова)                       |
| 1968 | Carlos Saura                                         | Borsmenta koktél                                     | Peppermint Frappé                                    |
| 1969 | A díjat nem ítélték oda.                             | A díjat nem ítélték oda.                             | A díjat nem ítélték oda.                             |
| 1970 | A fesztivál félbeszakítása miatt a díjazás elmaradt. | A fesztivál félbeszakítása miatt a díjazás elmaradt. | A fesztivál félbeszakítása miatt a díjazás elmaradt. |
| 1971 | A díjat nem ítélték oda.                             | A díjat nem ítélték oda.                             | A díjat nem ítélték oda.                             |
| 1972 | Jean-Pierre Blanc                                    | A vénlány                                            | La Vieille fille                                     |
| 1973 | A díjat nem ítélték oda.                             | A díjat nem ítélték oda.                             | A díjat nem ítélték oda.                             |
| 1974 |                                                      |                                                      |                                                      |
| 1975 | Szergej Szolovjov                                    | Száz nap a gyerekkor után                            | Szto dnej poszle detsztva (Сто дней после детства)   |
| 1976 | Mario Monicelli                                      | Kedves Michele                                       | Caro Michele                                         |
| 1977 | Manuel Gutiérrez Aragón                              | N/A                                                  | Camada negra                                         |
| 1978 | Georgi Djulgerov                                     | Alkalom szüli a tolvajt                              | Avantazs (Авантаж)                                   |
| 1979 | Astríd Henning-Jensen                                | Télen születtek                                      | Vinterbørn                                           |
| 1980 | Szabó István                                         | Bizalom                                              | Bizalom                                              |
| 1981 | A díjat nem ítélték oda.                             | A díjat nem ítélték oda.                             | A díjat nem ítélték oda.                             |
| 1982 | Mario Monicelli                                      | Vaskos tréfa                                         | Il Marchese del Grillo                               |
| 1983 | Éric Rohmer                                          | Pauline a strandon                                   | Pauline à la plage                                   |
| 1984 | Ettore Scola                                         | A bál                                                | Le Bal                                               |
| 1985 | Robert Benton                                        | Hely a szívemben                                     | Places in the Heart                                  |
| 1986 | Georgij Sengelaja                                    | A fiatal zeneszerző utazása                          | ახალგაზრდა კომპოზიტორის მოგზაურობა                   |
| 1987 | Oliver Stone                                         | A szakasz                                            | Platoon                                              |
| 1988 | Norman Jewison                                       | Holdkórosok                                          | Moonstruck                                           |
| 1989 | Dušan Hanák                                          | Szeretlek, szeress!                                  | Ja milujem, ty miluješ                               |
| 1990 | Michael Verhoeven                                    | A rémes lány                                         | Das schreckliche Mädchen                             |
| 1991 | Jonathan Demme                                       | A bárányok hallgatnak                                | The Silence of the Lambs                             |
| 1991 | Ricky Tognazzi                                       | A kemény mag                                         | Ultrà                                                |
| 1992 | Jan Troel                                            | N/A                                                  | Il capitano                                          |
| 1993 | Andrew Birkin                                        | A cementkert                                         | The Cement Garden                                    |
| 1994 | Krzysztof Kieślowski                                 | Három szín: Fehér                                    | Trois couleurs : Blanc                               |
| 1995 | Richard Linklater                                    | Mielőtt felkel a Nap                                 | Before Sunrise                                       |
| 1996 | Richard Loncraine                                    | III. Richárd                                         | Richard III                                          |
| 1996 | Jen Hao (嚴浩, Yan Hao)                              | N/A                                                  | Tajjang ju er (太陽有耳, Tàiyáng yǒu ěr)             |
| 1997 | Éric Heumann                                         | N/A                                                  | Port Djema                                           |
| 1998 | Neil Jordan                                          | A kis véreskezű                                      | The Butcher Boy                                      |
| 1999 | Stephen Frears                                       | Hi-Lo Country                                        | The Hi-Lo Country                                    |
| 2000 | Miloš Forman                                         | Ember a Holdon                                       | Man on the Moon                                      |
| 2001 | Lin Cseng-seng (林正盛, Lin Cheng-sheng)             | N/A                                                  | Aj ni aj vo (愛你愛我, Ài nǐ ài wǒ)                  |
| 2002 | Otar Ioszeliani                                      | Hétfő reggel                                         | Lundi matin                                          |
| 2003 | Patrice Chéreau                                      | N/A                                                  | Son frère                                            |
| 2004 | Kim Gidok (김기덕, Kim Ki-duk)                       | Az irgalmas lány                                     | Szamaria (사마리아, Samaria)                         |
| 2005 | Marc Rothemund                                       | Sophie Scholl – Aki szembeszállt Hitlerrel           | Sophie Scholl – Die letzten Tage                     |
| 2006 | Michael Winterbottom Mat Whitecross                  | Guantanamo                                           | The Road to Guantánamo                               |
| 2007 | Joseph Cedar                                         | Beaufort                                             | Beaufort                                             |
| 2008 | Paul Thomas Anderson                                 | Vérző olaj                                           | There Will Be Blood                                  |
| 2009 | Aszhar Farhadi                                       | Elly története                                       | Darbareye Elly (درباره الی)                          |
| 2010 | Roman Polański                                       | Szellemíró                                           | The Ghost Writer                                     |
| 2011 | Ulrich Köhler                                        | Álomkór                                              | Schlafkrankheit                                      |
| 2012 | Christian Petzold                                    | Barbara                                              | Barbara                                              |
| 2013 | David Gordon Green                                   | Prince Avalanche – Texas hercege                     | Prince Avalanche                                     |
| 2014 | Richard Linklater                                    | Sráckor                                              | Boyhood                                              |
| 2015 | Radu Jude                                            | Aferim!                                              | Aferim!                                              |
| 2015 | Małgorzata Szumowska                                 | Test                                                 | Ciało                                                |
| 2016 | Mia Hansen-Løve                                      | Az eljövendő napok                                   | L’Avenir                                             |
| 2017 | Aki Kaurismäki                                       | A remény másik oldala                                | Toivon tuolla puolen                                 |
| 2018 | Wes Anderson                                         | Kutyák szigete                                       | Isle of Dogs                                         |
| 2019 | Angela Schanelec                                     | N/A                                                  | Ich war zuhause, aber…                               |
| 2020 | Hong Szangszu (홍상수, Hong Sang-soo)                | N/A                                                  | Domangcshin jodzsa (도망친 여자, Domangchin yeoja)   |
| 2021 | Nagy Dénes                                           | Természetes fény                                     | Természetes fény                                     |
| 2022 | Claire Denis                                         | Szerelemmel, szenvedéllyel                           | Avec amour et acharnement                            |
| 2023 | Philippe Garrel                                      | N/A                                                  | Le Grand chariot                                     |
| 2024 | Nelson Carlo de Los Santos Arias                     | N/A                                                  | Pepe                                                 |